# Hans-Georg Nolte-Fischer
Hans-Georg Nolte-Fischer (* 27. März 1952 in Marburg) ist ein deutscher Bibliothekar.

## Leben und Wirken
Hans-Georg Nolte-Fischer studierte Physik, Politikwissenschaft und Erziehungswissenschaft an der Universität Marburg und legte das Staatsexamen für den höheren Schuldienst 1977 ab. An dieser Universität promovierte er 1988. Nach einer Tätigkeit als wissenschaftlicher Angestellter am Institut für Erziehungswissenschaft der Universität Marburg von 1984 bis 1986 trat er als Bibliotheksreferendar an der Universitätsbibliothek Marburg 1986 in die Ausbildung für den höheren Bibliotheksdienst ein und absolvierte die Fachprüfung hierfür 1988 an der Bibliotheksschule Frankfurt/M. Bis zum Jahre 1999 war er an der Universitätsbibliothek Marburg tätig, seit 1997 als stellvertretender Bibliotheksdirektor. 1999 wurde Nolte-Fischer Leitender Bibliotheksdirektor der Hessischen Landes- und Hochschulbibliothek Darmstadt; dieses Amt hatte er bis 2017 inne. In seine Amtszeit fielen die Umwandlung der Bibliothek in die Universitäts- und Landesbibliothek Darmstadt (2004) und die Umwandlung eines zweischichtigen in ein einschichtiges Bibliothekssystem, die Errichtung von Bibliotheksneubauten in Darmstadt und die Auseinandersetzungen um die Novellierung des Urheberrechtsgesetzes im Hinblick auf die Frage der Digitalisierung von Bibliotheksbeständen.

## Schriften (Auswahl)
- (mit Rainer Brämer): Die heile Welt der Wissenschaft. Zur Empirie des „typischen Naturwissenschaftlers“. Redaktionsgemeinschaft SozNat, Marburg 1983, ISBN 3-922850-18-9.
- (mit Rainer Brämer): Naturwissenschaft und Technik als Beruf. Eine empirische Studie zum Verhältnis von Jugend und Wissenschaft in der DDR (= IPN-Arbeitsberichte, Bd. 53). Schmidt und Klaunig, Kiel 1983.
- Bildung zum Laien. Zur Soziologie des schulischen Fachunterrichts. Deutscher Studien-Verlag, Weinheim 1989, ISBN 3-89271-149-6 (Dissertation, Universität Marburg).
- (mit Dirk Barth): Literatur für blinde und sehbehinderte Studierende. Ein Modellversuch an der Universitätsbibliothek Marburg zur Verbesserung ihrer Literaturversorgung – nicht nur in Marburg. In: Bibliotheksdienst, Bd. 24 (1990), S. 569–579.
- Funktionale Einschichtigkeit. Von der gesetzlichen Normierung zur praktischen Umsetzung. Das Beispiel Darmstadt. In: Zeitschrift für Bibliothekswesen und Bibliographie, Bd. 49 (2002), S. 283–288.
- Offenheit und Transparenz. Zwei neue Bibliotheksgebäude für die Technische Universität Darmstadt eröffnet. Umfangreiche Umsystematisierungsarbeiten für großen Freihandbereich. In: BuB (Buch und Bibliothek), Bd. 65 (2013), S. 614–619.

Festschrift
- Irmgard Siebert, Dietmar Haubfleisch (Hrsg.): Vom Sinn der Bibliotheken. Festschrift für Hans-Georg Nolte-Fischer. Harrassowitz, Wiesbaden 2017, ISBN 978-3-447-10886-7 (Bibliographie Hans-Georg Nolte-Fischer, S. 269–274).